# 오창경
오창경(1975년 10월 23일 ~ )은 대한민국의 배우이다.

## 학력
- 서울예술대학 영화과

## 출연작

### 영화
- 《너는 결코 서둘지 말라》 (개봉 미정) - 경식 역
- 《교섭》 (2023년) - 토론 프로그램 패널 역
- 《오! 문희》 (2020년) - 아라비안 나이트 홍 사장 역
- 《카오산 탱고》 (2020년) - 동현 역
- 《오늘도 평화로운》 (2019년) - 킬러 역
- 《악질경찰》 (2019년) - 지원야매산부인과 역
- 《증인》 (2019년) - 지우 부 역
- 《허스토리》 (2018년) - 택시운전사 2 역
- 《챔피언》 (2018년) - 대회방송 캐스터 역
- 《호랑이보다 무서운 겨울손님》 (2018년) - 집주인 / 택시기사 역
- 《분노의 역류》 (2016년)
- 《찡찡 막막》 (2016년)
- 《범죄의 여왕》 (2016년) - 관리소장 박세주 역
- 《양치기들》 (2016년) - 살인사건 형사 역
- 《귀신고래》 (2015년)
- 《들꽃》 (2015년) - 삼촌 역
- 《돌연변이》 (2015년) - 사이비목사 역
- 《간신》 (2015년) - 도박꾼 역
- 《조문》 (2014년)
- 《이사》 (2014년) - 남편 역
- 《제보자》 (2014년) - 택시기사 역
- 《숫호구》 (2014년) - 커플남 역
- 《들개》 (2014년) - 오 형사 역
- 《파파로티》 (2013년) - 형사 역
- 《남쪽으로 튀어》 (2013년) - 파출소 경찰 1 역
- 《7번방의 선물》 (2013년) - 형사 2 역
- 《배드 어스》 (2012년) - 옷장사 역
- 《질식》 (2012년)
- 《시체가 돌아왔다》 (2012년) - 형사 역
- 《하프 라인》 (2011년)
- 《하얀나비》 (2011년) - 프로덕션 선배 역
- 《로맨틱 무브먼트, 서울》 (2010년) - 민태 역
- 《그의 인상》 (2010년) - 오 형사 역
- 《여수영화》 (2010년) - 가이드 역
- 《다문 입술》 (2010년)
- 《친정엄마》 (2010년) - 윤 PD 역
- 《이웃집 남자》 (2010년) - 이 과장 역
- 《위대한 선수》 (2009년) - 오 과장 역
- 《날아라 펭귄》 (2009년) - 지나던 차량 남 역
- 《반두비》 (2009년) - 오 형사 역
- 《핸드폰》 (2009년) - 박 PD 역
- 《로맨틱 아일랜드》 (2008년) - 소속사 오 사장 역
- 《나의 친구, 그의 아내》 (2008년) - 이웃남 역
- 《우리 생애 최고의 순간》 (2008년) - 상열 역
- 《열정 가득한 이들》 (2007년) - 종수 역
- 《열대병》 (2007년) - 부사관 역
- 《은하해방전선》 (2007년) - 촬영 병길 역
- 《그림자》 (2007년) - 부관 역
- 《즐거운 나의 집》 (2006년) - 전기기사 역
- 《방문자》 (2006년) - 중고차 딜러 역
- 《열혈남아》 (2006년) - 우체국 직원 역
- 《내 청춘에게 고함》 (2006년)
- 《연리지》 (2006년) - 사극 조감독 역
- 《손님은 왕이다》 (2006년) - 형사 1 역
- 《싸움의 기술》 (2006년) - 변호사 역
- 《정말 큰 내 마이크》 (2005년)
- 《운수 좋은 날》 (2005년) - 구식 역
- 《간 큰 가족》 (2005년) - 분식점 남 역
- 《역전의 명수》 (2005년) - 이 순경 역
- 《효자동 이발사》 (2004년) - 빈소 뒤 경호원 2 역
- 《눈》 (2003년)
- 《해피 에로 크리스마스》 (2003년) - 칠용 부하 1 역
- 《폰》 (2002년) - 택시회사 직원 역
- 《라이터를 켜라》 (2002년) - S.W.A.T 팀장 역
- 《해적, 디스코 왕 되다》 (2002년) - 동네 깡패 1 역
- 《쉿!》 (2001년)
- 《81 해적 디스코 왕이 되다》 (1999년) - 큰 형님 역
- 《까》 (1999년) - 다른 조 연수생 1 역
- 《마지막 방위》 (1997년) - 오렌지족 역

### 드라마
- 《하얀 거짓말》 (2008년, MBC)
- 《귀신 보는 형사 처용》 (2014년, OCN) - 마약조직원 역
- 《나의 아저씨》 (2018년, tvN)
- 《닥터 프리즈너》 (2019년, KBS2)
- 《트랩》 (2019년, OCN) - 양덕철 역
- 《그래서 나는 안티팬과 결혼했다》 (2021년, 웹드라마)